# Svenja Hahn
Svenja Ilona Hahn (ur. 25 lipca 1989 w Hamburgu) – niemiecka polityk, działaczka Wolnej Partii Demokratycznej (FDP), przewodnicząca organizacji LYMEC oraz Partii Porozumienia Liberałów i Demokratów na rzecz Europy, posłanka do Parlamentu Europejskiego IX i X kadencji.

## Życiorys
W 2012 ukończyła studia z historii i kulturoznawstwa na Uniwersytecie w Gießen. W 2015 uzyskała magisterium z medioznawstwa na Uniwersytecie Humboldtów w Berlinie. Początkowo zajmowała się dziennikarstwem jako freelancer, później zawodowo związana z branżą PR.
Działaczka Wolnej Partii Demokratycznej i jej młodzieżówki Junge Liberale. W 2017 dołączyła do zarządu krajowego FDP w Hamburgu. W latach 2014–2016 była rzeczniczką prasową międzynarodowej liberalnej młodzieżówki LYMEC. Od 2016 pełniła funkcję jej wiceprzewodniczącej, a w 2018 stanęła na czele tej organizacji (kierowała nią do 2019).
W 2019 otrzymała drugie miejsce na liście FDP w wyborach europejskich, w wyniku których uzyskała mandat eurodeputowanej IX kadencji. Z powodzeniem ubiegała się o poselską reelekcję w 2024. W październiku tegoż roku została wybrana na przewodniczącą Partii Porozumienia Liberałów i Demokratów na rzecz Europy.